# آبورا آکاگو
آبورا آکاگو (油赤子, «نوزاد روغنی») نوعی روح یا شبح نوزاد در فولکلور ژاپنی است. آبورا آکاگو یک یوکای از ولایت اومی است که در کتاب کونجاکو گازو زوکو هیاکی اثر توری‌یاما سکیئن در اواسط دوره ادو، به عنوان روح نوزادی که روغن را از یک لامپ آندون بیرون می‌کشد، به تصویر کشیده شده‌است. آن‌ها نوعی «هی نو تاما» یا گلولهٔ آتشین هستند، اما می‌توانند شکل یک نوزاد را نیز به خود بگیرند.

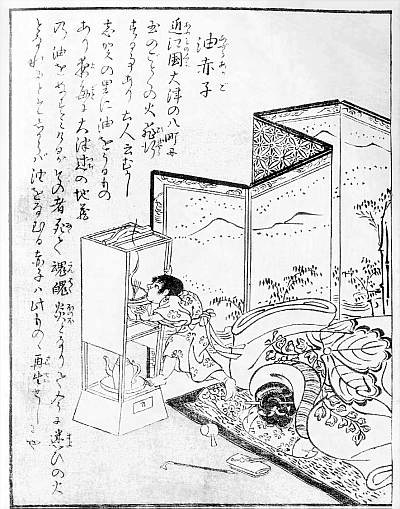
آبورا آکاگو از کتاب کونجاکو گازو زوکو هیاکی اثر توری‌یاما سکیئن

آبورا آکاگو برای نخستین بار به شکل گوی‌های مرموز آتشین ظاهر شدند که بی اراده در آسمان شب شناور هستند. آن‌ها از خانه‌ای به خانهٔ دیگر روانه می‌شدند و با ورود به هر خانه، به شکل نوزادانی کوچک تبدیل می‌شوند. آن‌ها در کالبد نوزاد، روغن چراغ‌های نفتی و فانوس‌های کاغذی (آندون) را می‌لیسند. پس از اتمام روغن چراغ‌ها، دوباره به گوی تبدیل شده و در هوا پرواز می‌کردند.